# 大叶鱼藤
大叶鱼藤（学名：Derris latifolia）为豆科鱼藤属下的一个种。

## 扩展阅读
- 維基物種上的相關：大叶鱼藤